# Bubacarr Sanyang
Bubacarr Sanyang (* 21. Oktober 1994 oder 23. April 1995 in Brikama) ist ein gambischer Fußballspieler. 

## Karriere

### Verein
Sanyang hütete in Gambia spätestens seit 2011 für den Erstligisten Brikama United das Tor und gewann mit der Mannschaft die gambische Landesmeisterschaft 2011. 2012 spielte er mit dem Team unter anderem in der CAF Champions League gegen den Titelverteidiger und späteren Finalisten Espérance Tunis (1:1 und 1:3). Ende 2012 wurde er anlässlich der in der Elfenbeinküste ausgetragenen Comparoé Trophy, der afrikanischen Militärmeisterschaft, an das Armeeteam FC Armed Forces verliehen. Auch in der Saison 2013 gehörte er als Spieler dem Armeeteam an, mit dem er den dritten Rang in der Meisterschaft belegte. Anfang 2014 war er in Liberia aktiv und spielte dort für den Zweitligisten Nimba United FC, mit dem er den Aufstieg in die erste liberianische Liga erreichte. 
2015 kam er als Flüchtling nach Deutschland, nachdem Anfang 2015 berichtet worden war, er wäre für ein Probetraining nach Spanien, und schloss sich in der Folge dem württembergischen Verbandsligisten VfL Nagold an. Dort spielte er zunächst als Stürmer, erst zum Jahreswechsel 2016/2017 – Nagold war zwischenzeitlich in die Landesliga abgestiegen – kehrte er auf seine Torhüterposition zurück. An der Seite früherer Profifußballer wie Pascal Reinhardt und Raphael Schaschko stieg er mit Nagold in der Saison 2017/18 als Staffelmeister wieder in die sechstklassige Verbandsliga Württemberg auf. Dort hielt sich das Team nur eine Spielzeit, anschließend stand 2022 neuerlich der Aufstieg in die Verbandsliga als Landesligameister. Auch die Verbandsligasaison 2022/23 schloss man allerdings auf einem Abstiegsplatz, Sanyang verpasste große Teile der Saison verletzungsbedingt. Nachdem er in der Saison 2023/24 gar nicht mehr für Nagold in Erscheinung trat, wechselte er im Sommer 2024 zu den Sportfreunden Salzstetten in die Bezirksliga Nordschwarzwald.

### Nationalmannschaft
Sanyang nahm mit der gambischen U17-Auswahl an der U-17-Afrikameisterschaft 2011 in Ruanda teil und gehörte wenige Monate später auch bei der U-20-Afrikameisterschaft 2011 in Südafrika zum Aufgebot. 2012 und 2013 nahm er mit einer gambischen U19-Auswahl jeweils an einem Turnier in Umbrien, Italien teil, mit der U20 spielte er 2014 als Mannschaftskapitän an der Qualifikation zur U-20-Afrikameisterschaft 2015, die Mannschaft wurde aber nach einem 1:0-Auftaktsieg in Liberia wegen des Einsatzes von über der Altersgrenze liegender Spieler disqualifiziert. Im November 2014 spielte er mit einer Auswahl von in Gambia aktiven Spielern bei einem Turnier im Senegal.
Bereits 2012 rückte Sanyang auch in die gambische A-Nationalmannschaft auf. Sein Debüt für die A-Nationalelf gab er im Rahmen der Qualifikation zur Afrikameisterschaft 2013 bei einer 1:4-Niederlage in Algerien, in der WM-Qualifikation 2014 gehörte er in den Jahren 2012 und 2013 in fünf von sechs Gruppenspielen zum Aufgebot und stand an den letzten beiden Spieltagen gegen Marokko (0:2) und Tansania (2:0) im Tor.